# اثربخشی بازاریابی
اثربخشی بازاریابی (به انگلیسی: Marketing effectiveness) به مقدار و اندازه تأثیر گذاری استراتژی برگرفته شده و هزینه انجام شده در قبال نتیجه ایده‌آل می‌باشد که در کوتاه یا بلند مدت انجام می‌گیرد. این مقوله ارتباط مستقیمی با بازدهی سرمایه‌گذاری بازاریابی دارد.

## تاریخچه
ایده اثربخشی بازاریابی برای اولین بار توسط رابرت شاو در سال ۱۹۹۰ منتشر شد که در سال ۱۹۹۸ برنده جایزه کتاب مدیریت کسب و کار سال شد.